# Karl von Paar (Generalmajor)
Fürst Karl (Johann) Joseph Anton Veit von Paar (* 15. Juni 1773 in Wien; † 30. Dezember 1819 ebenda) war k. k. Generalmajor, Ritter des Maria-Theresien-Ordens sowie 3. Fürst von Paar.

## Herkunft
Er war der Sohn des Fürsten Wenzel von Paar (* 27. Januar 1744; † 22. November 1812) und seiner Ehefrau Fürstin Maria Antonia von Liechtenstein (* 13. Juni 1749; † 28. Mai 1813). Sein älterer Bruder Wenzel († 30. April 1800) fiel bei San Giacomo, der zweite, Josef, starb bereits 1773, so erbte Karl den Fürstentitel und das Majorat.

## Leben
Im Jahr 1789 ging Karl als Lieutenant in das Infanterieregiment No. 22 (Graf Lacy). Er kämpfte im Türkenkrieg und wurde nach Ende des Krieges zum Hauptmann befördert. Von 1792 bis 1796 machte er den Ersten Koalitionskrieg am Rhein mit. Im Anschluss kam er nach Italien, wo er an der Verteidigung von Mantua teilnahm. Im Mai 1797 wurde Paar dann als Major in das Infanterie-Regiment Nr. 45 versetzt.
Am 26. März 1799 kämpfte er bei Legnago. Die Österreicher waren aus dem strategisch wichtigen Dorf Paradiso vertrieben worden, als Paar den Auftrag erhielt ein weiteres Vordringen der Franzosen zu stoppen. Es gelang ihm das Dorf zurückzuerobern und zu halten. Inzwischen hatte die Franzosen die nahe gelegene Brücke bei Fiume Nuovo erobert. Paar erkannte das Problem, sammelte fliehende Truppen und konnte nicht nur die Brücke wieder erobern, sondern auch den Franzosen nun in die rechte Flanke fallen. Dafür erhielt er am 18. August 1801 das Ritterkreuz des Maria-Theresien-Ordens.
Bei den Kämpfen an der Riviera und gegen Genua befehligte er als Oberstlieutenant ein Grenadier-Bataillon. Im Jahr 1805 kämpfte er bei Caldiero als Oberst des Infanterieregiments No. 45. Wegen seiner Familie musste er im April 1806 den aktiven Dienst quittieren. Sein Abschied wurde ihm mit den Charakter als Generalmajor gewährt. Mit dem Fünften Koalitionskrieg kehrte er 1809 zur Armee zurück und kommandierte in den Schlachten bei Aspern und Wagram eine Brigade. Bei Wagram wurde er auch verwundet.
1815 wurde er von Kaiser Franz zum Chef des neuerrichteten Infanterie-Regiments 43 (Geppert) ernannt. Allerdings lebte er seit 1810 vornehmlich auf seinen Gütern in der Steiermark und Böhmen.
In Wien beherbergte er in seinem Palast die Paar'sche Kunstsammlung, eine aus mehreren tausend Blättern bestehende, an schönen Stücken reiche Kupferstich-Sammlung. Direktor dieser Sammlung war Karl von Vittinghoff, der auch als Kupferstecher berühmt war.

## Familie
Karl von Paar heiratete am 4. Februar 1805 Gräfin Quidobaldina Caspara Melchiora Balthasara Cybella Methudia von Cavriani (* 16. Oktober 1783; † 2. März 1861). Das Paar hatte mehrere Kinder:
- Karl (* 6. Januar 1806; † 17. Januar 1881), 4. Fürst ⚭ 1832 Ida Leopoldine Sophie Marie Josephine Franziska von und zu Liechtenstein (* 12. September 1811; † 27. Juni 1884)
- Alfred Wenzel Ludwig David (* 30. Dezember 1806; † 26. April 1885),k. k. Kämmerer, Geheimer Rat und Feldmarschall-Lieutenant
- Guidobaldina Theresia Francisca Bibiana Johanna (* 2. Dezember 1807; † 14. Juni 1874) ⚭ 1830 Graf Franz Seraphin von Kuefstein (* 8. März 1794; † 3. Januar 1871), Geheimer Rat, Kämmerer und Obersthofmeister
- Wenzel Anton Ludwig Caspar Melchior Balthasar (* 1. November 1810; † 12. November 1890)
- Antonia Maria Eusebia Johanna Rosalia (* 15. August 1814; † 2. Februar 1818)
- Ludwig Johann Baptist Emmanuel (* 26. März 1817; † 6. Januar 1893) ⚭ 1858 Maria Anna Josepha Joanna Leopoldina Barbara Aja Valburga Paulina Esterházy von Galántha (* 31. Mai 1834; † 1. November 1863)